# Albert Buysse
Albert Buysse, (Eeklo, 30 de novembre de 1911 - Sint-Niklaas, 13 d'octubre de 1998) fou un ciclista belga, que va córrer durant les dècades de 1930 i 1940. Va destacar en les curses de sis dies, modalitat en la què va aconseguir nou victòries.
Era fill de Marcel Buysse i germà del també ciclista Norbert Buysse.

## Palmarès
- 1933
  - 1r als Sis dies de Marsella (amb Albert Billiet)
  - 1r als Sis dies de Berlín (amb Roger De Neef)
- 1936
  - 1r als Sis dies de Brussel·les (amb Albert Billiet)
- 1937
  - 1r als Sis dies de Londres (amb Piet van Kempen)
  - 1r als Sis dies de Rotterdam (amb Albert Billiet)
- 1938
  - 1r als Sis dies de Londres (amb Albert Billiet)
  - 1r als Sis dies d'Anvers (amb Albert Billiet)
- 1939
  - 1r als Sis dies d'Anvers (amb Albert Billiet)
  - 1r als Sis dies de París (amb Albert Billiet)
- 1941
  -  Campió de Bèlgica d'Òmnium